# Ante Adžija
Don Ante Adžija (Sinj, 7. svibnja 1880. - Kruševo, 3. travnja 1944.) bio je hrvatski katolički svećenik, franjevac, planinar i mučenik, žrtva četnika. Kandidat je za beatifikaciju.

## Životopis

### Djetinjstvo i školovanje
Rođen je 1880. u Sinju. Njegova obitelj bila je podrijetlom iz Karlobaga, od kuda se sredinom XIX. stoljeća njegov djed, zajedno sa svojom braćom, preselio u Sinj.
U rodnom Sinju završio je pučku školu i Franjevačku klasičnu gimnaziju.
Nakon završetka klasične gimnazije, odlazi u franjevački samostan na otok Visovac gdje je 6. rujna 1897. zaređen za fratra uzevši ime Zvonimir. Godine 1898. dobio je novo redovničko ime fra Bartul. Nakon toga, s Visovca odlazi u Šibenik kako bi započeo studij filozofije i teologije.

### Svećenička služba (1902. – 1923.)
Nakon završena studija filozofije i teologije u Šibeniku, zaređen je za svećenika 30. rujna 1902.. nakon čega odlazi na službu u Franjevački samostan sv. Marije Bezgrješne u Donjem Karinu. Od 1909. župnik je u Zlopolju (Bračević), a 16. travnja 1912. postaje župnikom u Kruševu, u novigradskom dekanatu.
Jedno je vrijeme bio i vojni kapelan u vojsci Austro-Ugarske monarhije u Puli, a u Prvom svjetskom ratu i vojni ordinarij, također u Puli.

### Svećenička služba (1923. – 1944.)
Iz franjevačke redovničke zajednice Presvetog Otkupitelja prešao je u redove biskupijskih svećenika Zadarske nadbiskupije najvjerojatnije u svojoj 44. godini života (1923.), odnosno neposredno prije dobrovoljna premještaja u podvelebitsku Župu sv. Jurja mučenika u Starigradu-Paklenici (gdje će ostati do svoje smrti). Inače, selo Starigrad je od te iste godine pa do 1940. bilo u sastavu općine Novigrad, stoga je župa Starigrad-Paklenica potpala pod Novigradski dekanat kao Apostolska administratura jugoslavenskog dijela Zadarske nadbiskupije sa sjedištem u Šibeniku.
Od 1923. do svoje mučeničke smrti 1944. bio je župnik podvelebitske župe Starigrad-Paklenica.
Godine 1930. podigao je novu crkvu Velike Gospe na Velikom Rujnu za svega osam dana, uz financijsku pomoć Primorske banovine, Podgoraca (stanovnika podvelebitskog kraja; Starigradaca) i podgorskih iseljenika u Americi i Slavoniji. Crkva je posvećena i u njoj služena orva sveta misa na svetkovinu Marijina uznesenja iste godine. Posveti crkve prisustvovao je i ministar gospodarstva i trgovine Ivan Krajač. Crkva je vremenom postala mjestom hodočašća vjernika iz cijeloga dekanata.

#### Planinarstvo
Dana 21. kolovoza 1932., prigodom boravka u selu prijatelja planinara Umberta Giromette iz Splita, pokreće prijedlog osnutka planinarskog društva. Sastavljen je uži odbor za osnutak podružnice HPD Paklenica sa sjedištem u Starigradu pod Velebitom. Podružnica je 23. travnja 1933. potvrđena u Središnjici, zahvaljujući Umbertu Girometti i Ivanu Krajaču. Adžija je izabran za predsjednika podružnice. Cilj Podružnice bio je gospodarski razvoj Starigrada-Paklenice, u gradnji prometnica i planinarskih putova za razvoj turizma, zaštiti prirodnih (šumskih) i kulturnih resursa i promicanju planinarstva. Zajedno s obitelji Maričić i članovima Podružnice HPD-a, Adžija 1930. apelira vlastima da zaštiti šume Paklenice od sječa koje su provodili Talijani iz Zadra i Italije. Zbog ratnih i financijskih okolnosti podružnica je prestala djelovati 1. siječnja 1940. godine.
Adžija je radio i na uređenju starih planinskih putova i izgradnji novih. Kako se zanimao za špilju Manitu peć, zauzeo se kod Direkcije na Sušaku za izgradnju staze od Anić luke do Manite peći. Uređenje staze trajalo je od 1933. do 1935., a unutarnja staza u špilji i paklenički put od sela do Anić luke dovršeni su 1938.

#### Razvoj prometnica
Adžija 1930. pokreće izgradnju puta Maslenica – Tribanj-Mandalina, uz potporu Primorske banovine, bana I. Tartaglie i načelnika Tehničkog odjela inženjera Matulovića. Put je proglašen banovinskim putom II. reda, a uz njega su postavljeni i telegrafski stupovi.
Iste godine s direktorom Direkcije šuma Susak, Andrijom Perušićem, dogovara izgradnju ceste od Obrovca do Tribanj-Mandaline, granice Savske i Primorske banovine, da bi se prometno povezalo Sušak i Dalmaciju. Izgradnja Bile ceste, kako su je nazivali, završena je 1937. godine. Planirao je i izgradnju puta od Šošića preko Aptovca do Velikog Rujna, no nije ostvaren zbog nadolazećeg rata.

#### Razvoj vodovodne mreže
Ideju o gradnji vodovoda iz Velike Paklenice pokrenu je u Podružnici već 1932. pa je 1935. molio bansku i državnu upravu za dodjelu sredstava za izgradnju vodovoda Velika Paklenica – Starigrad. Sredstva su odobrena i gradnja je započela iste godine u etapama. U tome je Adžiji podršku dao Girometta, koji je 1935. proveo pripremna istraživanja za kaptiranje izvora u Velikoj Paklenici. Prva dionica izgrađena je 1936., druga 1941., treća 1942., a četvrta 1945., a peta nakon rata.

#### Razvoj turizma
Don Ante Adžija isticao je važnost dviju Paklenica u planinarsko-turističkom razvoju naselja Starigrad. Vizionarski je spoznao da se njegova budućnost temelji na spoju planinskog i morskog turizma. Shodno tome, 1936. godine zauzeo se u Direkciji pomorskog prometa u Splitu da parobrodni vozni redovi selo Starigrad pod Velebitom, radi promidžbe Paklenice, preimenuju u Starigrad-Paklenica. Nakon Drugog svjetskog rata, kada je Paklenica 1949. službeno proglašena Nacionalnim parkom, dvočlani naziv uspješno je povezao planinski i morski turizam.

#### Javno zdravstvo
Na Adžijin prijedlog, Umberto Girometta održavao je 1935. predavanja o uzgoju i podizanju šuma, o čuvanju ljekovitih biljaka kao i drugih prirodnih znamenitosti Velebita, o potrebi izgradnje vodovoda, ekologiji i turizmu. Članovi podružnice održavali su predavanja iz prirodnih znanosti, gospodarstva i zdravstva: o higijeni u stanovima, odijevanju i prehrani. Promicali su, po uzoru na Školu narodnog zdravlja "Andrija Štampar", čistoću po kućama i oko kuća pa je liječnik Romano Jelić na tu temu 1939. održao predavanja žiteljima Starigrada i na Rujnu. Učitelj Mihovil Maričić govorio je o važnosti prosvjetnog i kulturnog rada u ekonomskom napretku sela. Članovi Podružnice tražili su da se ljeti na Rujnu održavaju tečajevi u planinarskom skloništu (izgrađeno kraj crkve 1937.) za domaćice o mljekarstvu, sirarstvu i narodnom vezivu, a za muškarce o pčelarstvu i voćarstvu.
Adžija je nastojao u selu osnovati podružnicu Hrvatskog radiše, kako bi se mladići obučili u pčelarstvu, voćarstvu i poljodjelstvu. Ukazivao je na sadnju smokava, zato što se u Lici za njih u zamjenu dobivala druga važna hrana. Poticao je i sadnju maslina i badema.

#### Kulturna baština
Adžija je proučavao kulturno-povijesnu, napose sakralnu baštinu u Podgorju i u planini. Bio je njezin čuvar i promotor. Kao povjerenik Kninskog muzejskog društva i član Hrvatskog starinarskog društva u Kninu u tome je imao uzore dalmatinskih župnika, kao što su fra Lujo Marun, don Mate Klarić, prijatelj Stjepan Gunjača i drugi s kojima se susretao za vrijeme franjevačkog redovništva. Posvetio se već prvih godina svoga pastorala u selu prikupljanju arheološke spomeničke građe antičkog grada Argyruntuma (nikada znanstveno istražena) i starohrvatske srednjovjekovne sakralne baštine (ruševina srednjovjekovne kasnogotičke grobljanske crkve sv. Jure (nikada znanstveno istražene) i crkve sv. Petra (istraživane i restaurirane u više navrata tijekom 20. st.).
Na kraju nedjeljnih misa ili za vrijeme vjeronauka, upućivao je apel Puntarima, ako naiđu na neko neobično kamenje, mozaike, opeku, keramiku, metalne predmete i slične ulomke na Punti (Argyruntum) da mu donesu u župnu kuću. Župljani su se odazvali tom apelu, osobito djeca. Namjera mu je bila utemeljiti Zavičajni muzej i na taj način sačuvati kulturno-povijesnu baštinu Starigrada-Paklenice. Vodio je evidenciju o svakom pronađenom nalazu. Veliki dio građe nestao je u Drugom svjetskom ratu kada je kuća spaljena, a preostali dio nestao je oko 1950. godine.
Posebno se posvetio crkvi sv. Petra zbog pronađenih starohrvatskih pleternih ulomaka pa je 1939. provodio pripreme za njezinu obnovu i uređenje. Nakon prikupljenih sredstava od državnih i privatnih donatora restauracija je izvršena 1940. godine.

#### Mučeništvo i smrt
Dana 1. travnja 1944. obrovački četnici udruženo su došli i s mora i s kopna, uhitili ga te odveli iz župne kuće u Starigradu. Na leđa su mu natovarili municije i uputili se s njim prema Obrovcu. Cijelim su ga putem zlostavljali i mučili. Dva dana kasnije ustrijelili su ga na livadi u okolici Kruševa.
Godina 1959. njegovi posmrtni ostatci prebačeni su s mjesta pogibije (okolica Kruševa) u obiteljski grob na starom puntarskom groblju u Starigradu-Paklenici, koji je vandaliziran.

## Beatifikacija
Adžija je kandidat za beatifikaciju uz još devetoricu ubijenih svećenika i jednu redovnicu koji su djelovali na području Zadarske nadbiskupije u vrijeme Drugoga svjetskog rata. To su: Janez (Ivan) Kranjc (1914. – 1941.), Ante Čotić (1894. – 1945.), Mirko Didović (1886. – 1945.), Ante Letinić (1899. – 1945.), Srećko Lovretić (1911. – 1942.), Ljubomir Magaš (1915. – 1943.), Ivan Manzoni (1899. – 1942.), Eugen Šutrin (1914. – 1945.), Ivan Tičić (1908. – 1943.) i s. Agneza Petroša (1901. – 1943.)..